# (9533) Алексейлеонов
(9533) Алексейлеонов (лат. Aleksejleonov) — типичный астероид главного пояса, открыт 28 сентября 1981 года советским астрономом Людмилой Журавлёвой в Крымской астрофизической обсерватории и 5 июля 2001 года назван в честь лётчика-космонавта СССР Алексея Леонова.

## Обнаружение и именование
(9533) Алексейлеонов
Открыт 28 сентября 1981 года в Крымской астрофизической обсерватории Л. В. Журавлёвой.
Алексей Архипович Леонов (р. 1934) во время космического полёта в 1965 году вместе с П. И. Беляевым на “Восходе-2” стал первым человеком, вышедшим в открытый космос вне космического корабля, покинув его примерно на 10 минут. Также был командиром космического корабля "Союз", который в 1975 году состыковался с космическим кораблем "Аполлон" (см. цитату для малой планеты (2228)).
Оригинальный текст (англ.)9533 Aleksejleonov
Discovered 1981 Sept. 28 by L. V. Zhuravleva at the Crimean Astrophysical Observatory.
Aleksej Arkhipovich Leonov (b. 1934), during a spaceflight in 1965 with P. I. Belyaev on Voskhod 2, became the first human to “spacewalk” outside a spacecraft when he left the spacecraft for approximately 10 minutes. He was also the commander of the Soyuz spacecraft that linked with the Apollo spacecraft in 1975 {see also planet (2228)}.
Источники: 20010705/MPCPages.arc; M.P.C. 43042.

## Орбита

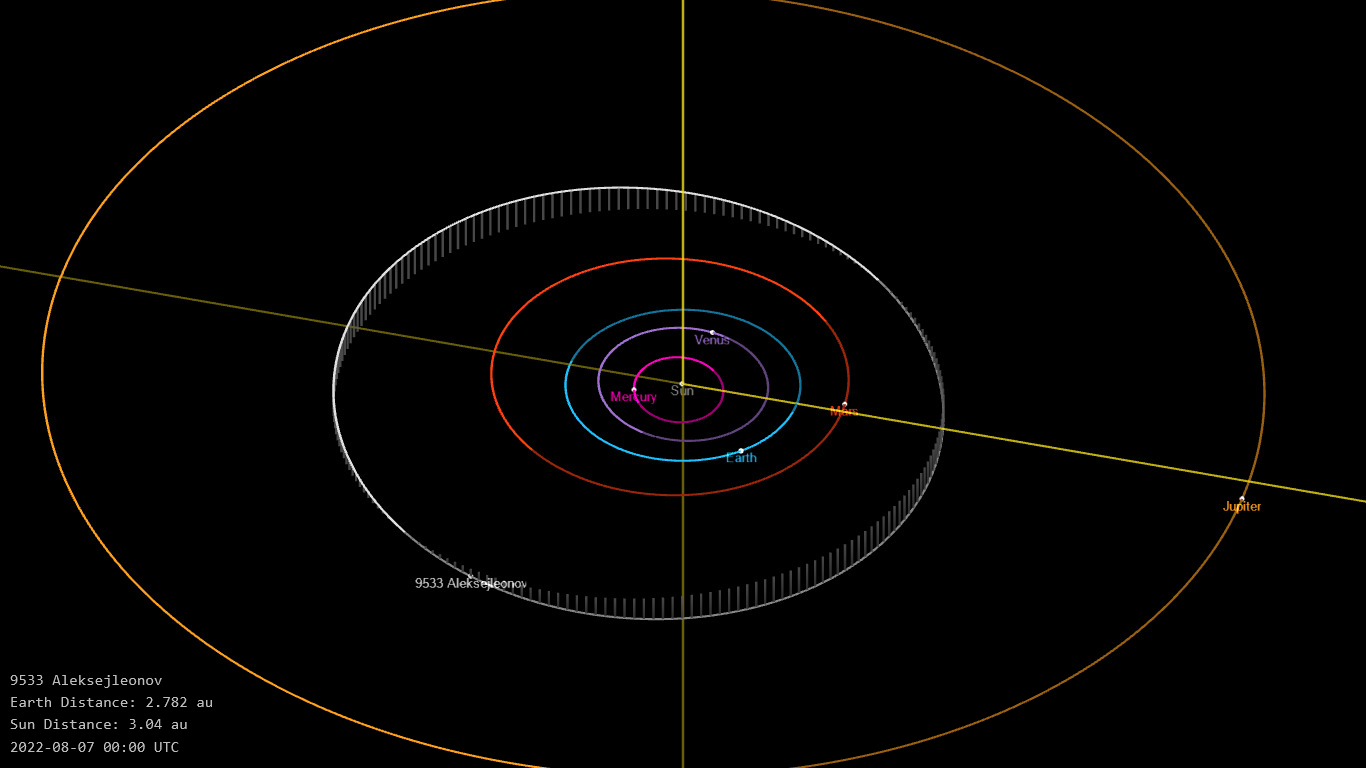
Орбита астероида Алексейлеонов и его положение в Солнечной системе

## Физические характеристики
Астероид относится к таксономическому классу S.
По результатам наблюдений в видимом и ближнем инфракрасном диапазоне космического телескопа NEOWISE и наблюдений в инфракрасном диапазоне спутника Akari диаметр астероида оценивался равным 9,552±0,201 км, 10,49±0,79 км, 6,85±1,89 км, 7,954±2,021 км и 7,59±1,88 км. Согласно тем же источникам альбедо оценивается как 0,0641±0,0084, 0,053±0,008, 0,13±0,08, 0,0995±0,0910, 0,064±0,008 и 0,082±0,051.